# Marton (Warwickshire)
Marton is een civil parish in het bestuurlijke gebied Rugby, in het Engelse graafschap Warwickshire met 484 inwoners.